# コーレン・キャンベル
コーレン・キャンベル (Colen Campbell、1676年6月15日-1729年9月13日) は、スコットランドの建築家・建築研究家の先駆けであり、ジョージアン様式 (英語版)  の創始者として、また「ウィトルウィウス・ブリタニクス」(Vitruvius Britannicus )  の著者として有名である。そのキャリアの大半をイタリアとイングランドで過ごした。
キャンベルは「コーダー城 (Cawdor Castle) (英語版) のキャンベル一族 (英語版) 」の子孫で、エディンバラ大学を1695年7月に卒業し:7、弁護士としてのトレーニングを受けた後1702年7月29日にスコットランド弁護士会 (Faculty of Advocates) (英語版) への入会が認められた。
キャンベルは1695年から1702年にかけてイタリアに旅行しており、1697年にパドヴァ大学の来訪者帳に「コーリナス・キャンベル」と署名したと考えられている。ジェームズ・スミス (James Smith、1645年-1731年) (英語版)  の下で建築のトレーニングと研究をしたと言われており:7、この推察は彼がスミス設計による建物のデザイン画を複数所有していたことからも補強されている。
ロンドンのブルック通り (Brook Street) (英語版) 76番には、キャンベルが1729年に出版した「Five Orders of architecture 」にその内装のデザインが掲載された彼自身の家の跡地があり、現在そこにはブルー・プラークが設置されている。

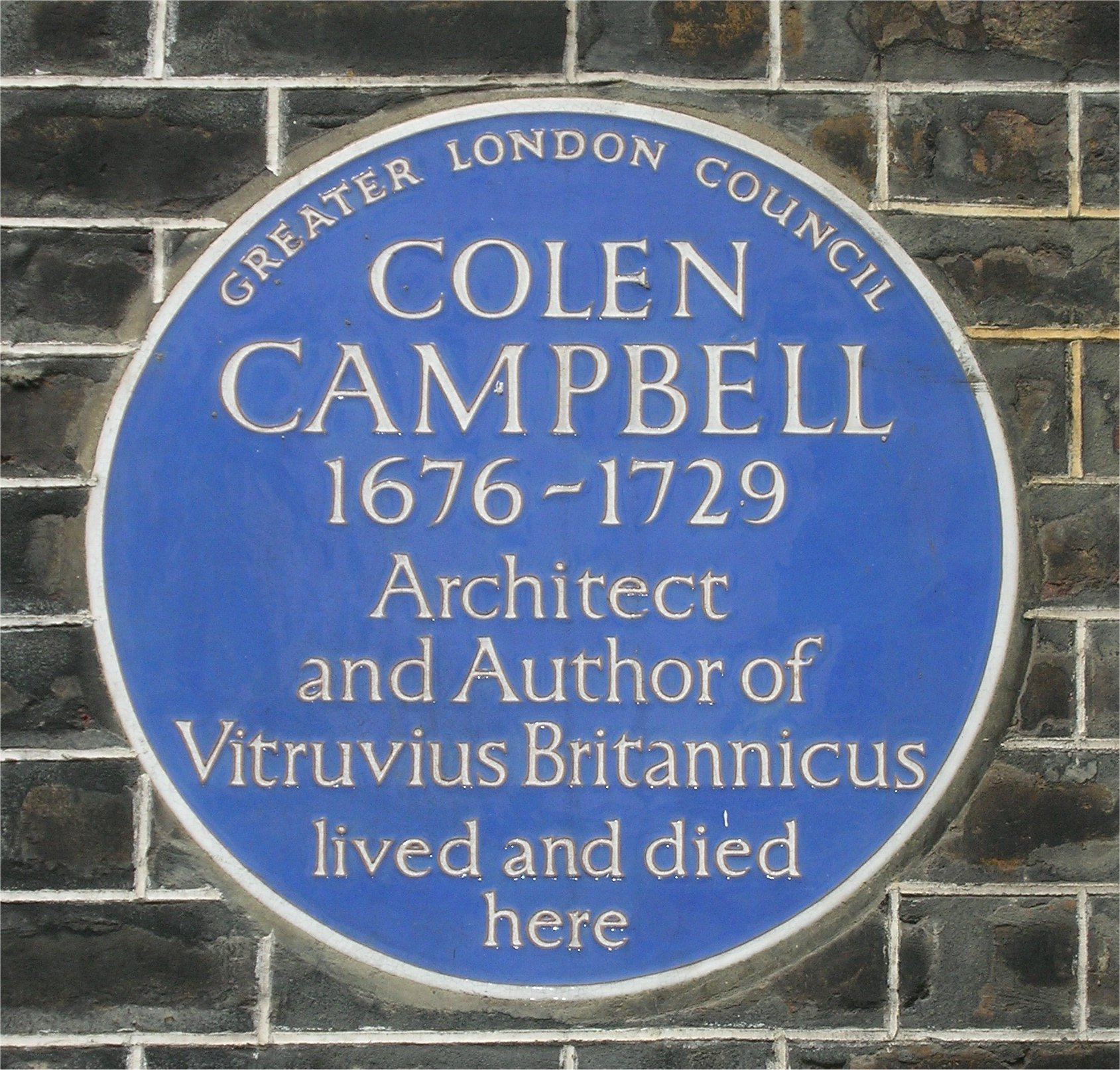
ブルック通りのキャンベル宅跡地に掲げられたブルー・プラーク

## ウィトルウィウス・ブリタニクス

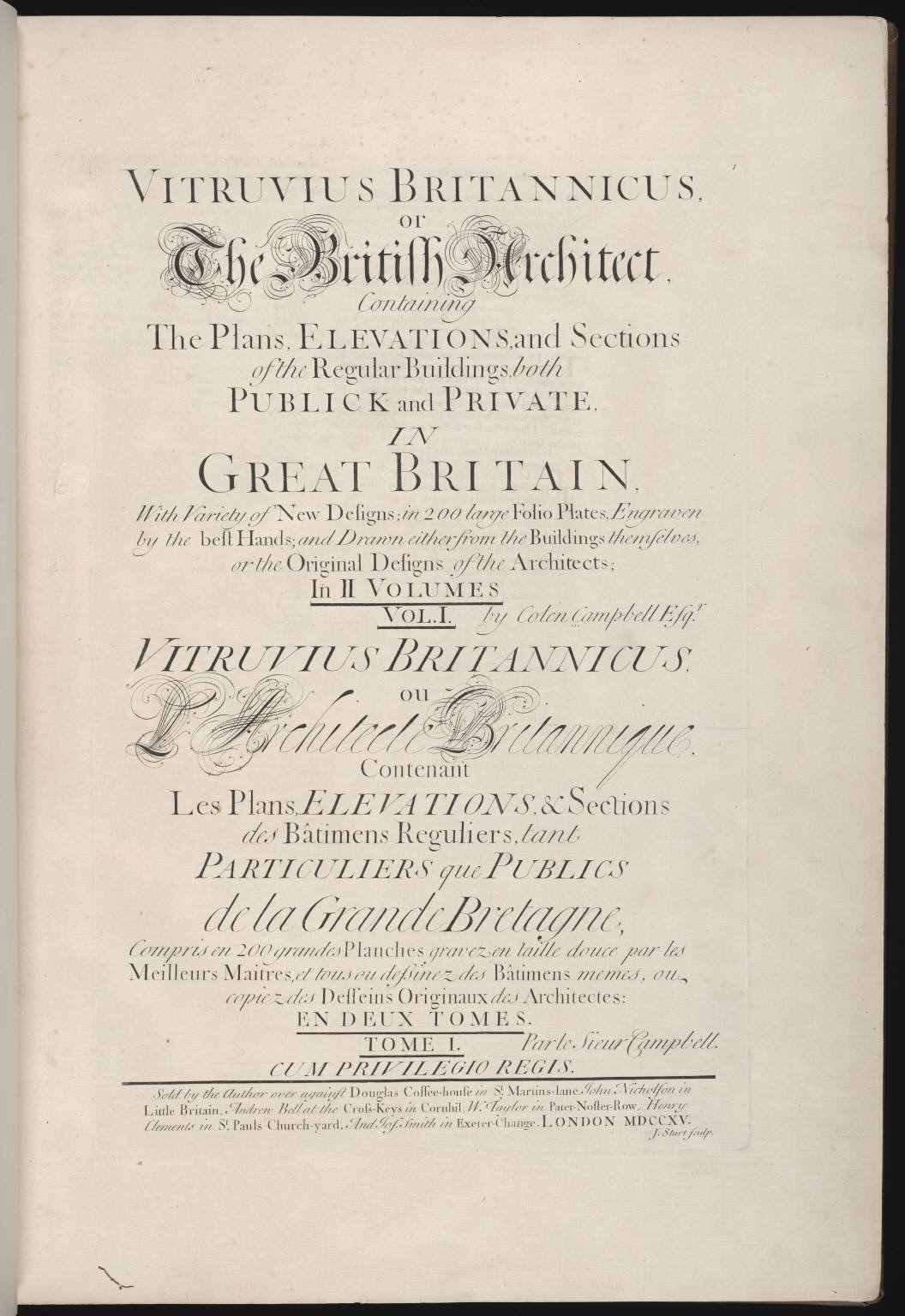
ウィトルウィウス・ブリタニクス
表紙

キャンベルの主要な出版物として「ウィトルウィウス・ブリタニクス」(Vitruvius Britannicus, or the British Architect... ) が挙げられる。本著は1715年から1725年にかけて全3巻で発行された。(さらに続編がジョン・ウルフィー (John Woolfe) とジェームズ・ガンドン (James Gandon、1743年-1823年) (英語版) により編集され、既に有名になっていたタイトルを使って1767年と1771年に出版された。) エリザベス朝において発行されたジョン・シュート (John Shute、1563年没) (英語版) による「First Groundes 」以来初めてのイングランドの建築作品集である。経験論の流れをくみ、研究論文ではなく基本的にデザインカタログであり、イニゴー・ジョーンズ (Inigo Jones、1573年-1652年) やクリストファー・レン (Christopher Michael Wren、1632年-1723年) 、及びキャンベル自身やその他のその時代における主要な建築家達によるイギリスの建築物の凹版画が掲載されている。 
キャンベルは導入部や概要において、バロック様式の「無駄」について持論を展開し、イギリス建築の諸外国からの独立を宣言した。また彼はその巻をハノーヴァー朝のジョージ1世 (George I、1660年-1727年) に捧げた。1725年に発刊された第3巻には、急速に時代遅れになりつつあったバロック様式による、樹木の生い茂った農園を通って裁判所やパルテール (幾何学的にレイアウトされた装飾花壇) (英語版) に通じるまっすぐな並木道のある、庭園や公園の全体のデザインがいくつか収録されている。
建物は平面図 (plan) や断面図 (section) 、立面図 (elevation) で示されたが、いくつかは俯瞰視点によるものだった。この本に掲載された図面やデザインは、キャンベルが思索的な枠組みに組み込まれる以前のものであった。「ウィトルウィウス・ブリタニクス」の成功は18世紀のイギリスやアメリカにおけるネオパッラーディオ建築の普及に大きな役割を果たした。例えば本著の図16、ロンドンにあるサマセットハウスのレンダリングは、アメリカの建築家ピーター・ハリソン (Peter Harrison、1716年-1775年) (英語版) が1761年にロードアイランド州ニューポートのブリックマーケット (Brick Market) (英語版) を設計する際にインスピレーションを与えた。
キャンベルは、全盛期には極めて卓越したスコットランドの建築家で、キャンベルに「スコットランドにおいて最も経験豊富である。」「と言われた初期のネオパッラーディオ主義者のジェームズ・スミス (James Smith、1645年-1731年) (英語版) からまるで若者のように影響を受けた。
素晴らしいレンダリングの版画が掲載された幾分商業的な本著は、ホイッグ党による寡頭政治の中、カントリーハウスやヴィラのブームの始まりのちょうどいいタイミングで出版された。キャンベルはすぐに第3代バーリントン伯爵リチャード・ボイル (Richard Boyle, 3rd Earl of Burlington、1694年-1753年) に採用された。伯爵はバーリントンハウスでのジェームズ・ギブス (James Gibbs、1682年-1754年) (英語版) の役割をキャンベルと交代させ、彼自身がイギリスのネオパッラーディオ建築の中心になることとした。1718年キャンベルはクリストファー・レンに替わって王室建設局 (Royal Board of Works) (英語版) のサーベイヤー・ゼネラル (Surveyor General、王室建設局の最高技監の職名) (英語版) となったウィリアム・ベンソン (William Benson、1682年-1754年) (英語版) の代理人に任命されたが、この採用はバーリントン伯爵の推薦によるものだった。しかし在任期間は1年と短く、ベンソンが建設局を去る時キャンベルもそれに従った。

## 主要な業績

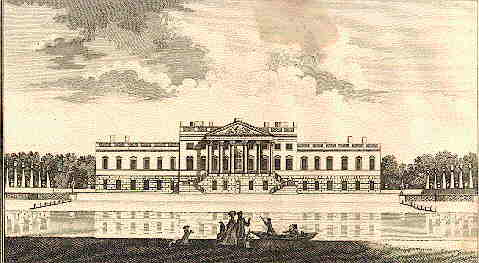
ワンステッドハウス
ナサニエル・スペンサー (英語版) 著 The Complete English traveller, (London 1771年) より

- ワンステッドハウス (英語版) (エセックス、1713/4-20年)：ウィトルウィウス・ブリタニクスの第1巻で最も影響力のあるデザインは、エセックスにある銀行家リチャード・チャイルド卿 (Richard Child、1680年-1750年) (英語版) の豪華なワンステッドハウスのための二つのデザイン案で、同著が出版されたとき既に第2案が進行中であった。 (キャンベルはワンステッドハウスがイギリス初の古典的ポルティコを有していたと主張したが、おそらくその栄誉はハンプシャーのヴァイン (16世紀のカントリーハウス) (英語版) に属する。)
- バーリントンハウス (ロンドン、1717年)：第3代バーリントン伯爵リチャード・ボイルのために正面玄関と正門が改修された。(1868年の改修時に正門は撤去された。)
- スタウアヘッド (英語版) (ウィルトシャー、1721-24年)：ロンドンに拠点を置く銀行家ヘンリー・ホーア (Henry Hoare) の居宅として作られた。ウィングは18世紀になって追加され、キャンベルのポルティコは彼のデザインであったにもかかわらず1841年まで作られなかった。湖周辺の有名なランドスケープ庭園は邸宅からやや離れており、キャンベルの没後ヘンリー・フリッツクロフト (Henry Flitcroft、1697年-1769年) とランスロット・ブラウン (Lancelot Brown、1716年-1783年) により作られた。

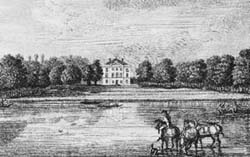
マーブル・ヒルハウス
オーガスティン・ヘッケル (英語版) による
版画

- ペンブルックハウス (英語版) (ホワイトホール、1723年)：イニゴー・ジョーンズによるウィルトンハウス (英語版) の相続人第9代ペンブルック伯爵ヘンリー・ハーバート (Henry Herbert, 9th Earl of Pembroke、1693年-1749年) (英語版) により1723年にロンドンの中心部に建てられた。1757年に改築され1913年に取り壊された。ハーバート卿は後のジョージ2世のミストレスであったヘンリエッタ・ハワード (Henrietta Howard, Countess of Suffolk、1689年-1767年) (英語版) がトゥイッケナムに建てた同様のデザインのマーブル・ヒルハウス (Marble Hill House) (英語版) に刺激を受けた。マーブル・ヒルハウス (左のイラスト) は5つのベイ (bay、梁間) を持つパッラーディオ建築によるヴィラで、中央のペディメントと盛り上がった基礎部分を持ち、遮断林とテムズ川に下る芝生の植えられたテラスを備えていて、初期のイギリス式庭園の特徴を示すものであった。
- ホートンホール (英語版) (ノーフォーク、1722年)：ホイッグ党で首相だったロバート・ウォルポール (1676年-1745年) により建てられた。キャンベルはここで、八角形のドームを持つ天幕を作ったギブス (James Gibbs、1682年-1754年) (英語版) と内装のデザインをしたウィリアム・ケント (1685年-1748年) の役割を交代した。
- メレワース城 (英語版) (ケント、1722-25年)：キャンベルによる最もはっきりとしたパッラーディオ様式による設計で、ヴィラ・アルメリコ・カプラを基本としている。ランタンに繋がる24本の煙突が通っている、円柱には支えられていないドーム型の屋根を持つ。
- ウェイヴァリー大修道院 (英語版) (サリー、1723-25年)：ジョン・エズラビー (John Aislabie、1670年-1742年) (英語版) により大改修が行われた。
- コンプトン・プレイス (英語版) (イーストボーン、1726年)：初代ウィルミントン伯爵スペンサー・コンプトン (1674年-1743年) により南正面と内装の大改修が行われた。

## 建築物リスト
キャンベルが手掛けた建築物の一覧は以下の通りである。
- シャーフィールドマンション (Shawfield Mansion、グラスゴー、1712年建築、1792年取り壊し)
- ワンステッドハウス (Wanstead House (英語版) 、エセックス、1714-15年建築、1822年取り壊し)
- ヘッドワースハウス (Hedworth House、チェスター・リ・ストリート (英語版) 、1726年建築)
- ホッサムハウス (Hotham House、ビバリー (英語版) 、1716-17年建築、1766年取り壊し)
- バーリントンハウス (Burlington House、ロンドン、着た正面及び西ウィング1717年建築)
- ウィンブルドン・マナーハウス (Wimbledon Manor House (英語版) 、ウィンブルドン、1720年建築)
- ニュービーパーク (Newby Park、バルダーズビー (英語版) 、1720-21年建築) (現在のバルダーズビーパーク)
- ホートンホール (Houghton Hall (英語版) 、ノーフォーク、1721-22年建築)
- スタウアヘッド (Stourhead 英語版) 、ウィルトシャー、1721-24年建築、キャンベルデザインによるポルティコは1840年に追加された。内装は1902年に焼失した。)
- メレワース城 (Mereworth Castle 英語版) 、ケント、1722-23年建築)
- ペンブルックハウス (Pembroke House (英語版) 、ホワイトホール、1723年建築、1756年取り壊し)
- プランプトルハウス (Plumptre House、ノッティンガム、1724年建築)
- ホール・バーン (Hall Barn、バッキンガムシャー、1724年建築)
- ウェイヴァリー大修道院 (Waverley Abbey (英語版) 、サリー、1723-25年建築、1770年増築、1833年火災にあい建替え)
- グリニッジ病院 (Greenwich Hospital (英語版) 、グリニッジ、1726-29年建築)
- コンプトン・プレイス (Compton Place (英語版) 、イーストボーン、1726-9年改築)
- ブルック通り76番 (76 Brook Street、ロンドン、1726年改築をしキャンベルの自宅となった。)
- ハックニーハウス (Hackney House、ロンドンハックニー区、1727年建築、1842年取り壊し)
- オルソープ (Althorp (英語版) 、ノーサンプトンシャー、1729-33年建築)
- リディアードハウス (Lydiard House (英語版) 、ウィルトシャー、リディアード・トリゴーズ (英語版) 、1729年建築)
- スタッドリー王立公園 (Studley Royal Park、ノース・ヨークシャー、キャンベルの死後1729年にロジャー・モーリス (Roger Morris、1695年-1749年) (英語版) により厩舎が建築された。)

## ギャラリー

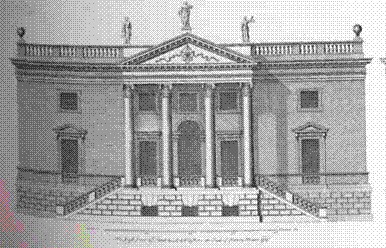
スタウアヘッド Vitruvius Britannicus vol. 3, 1725.
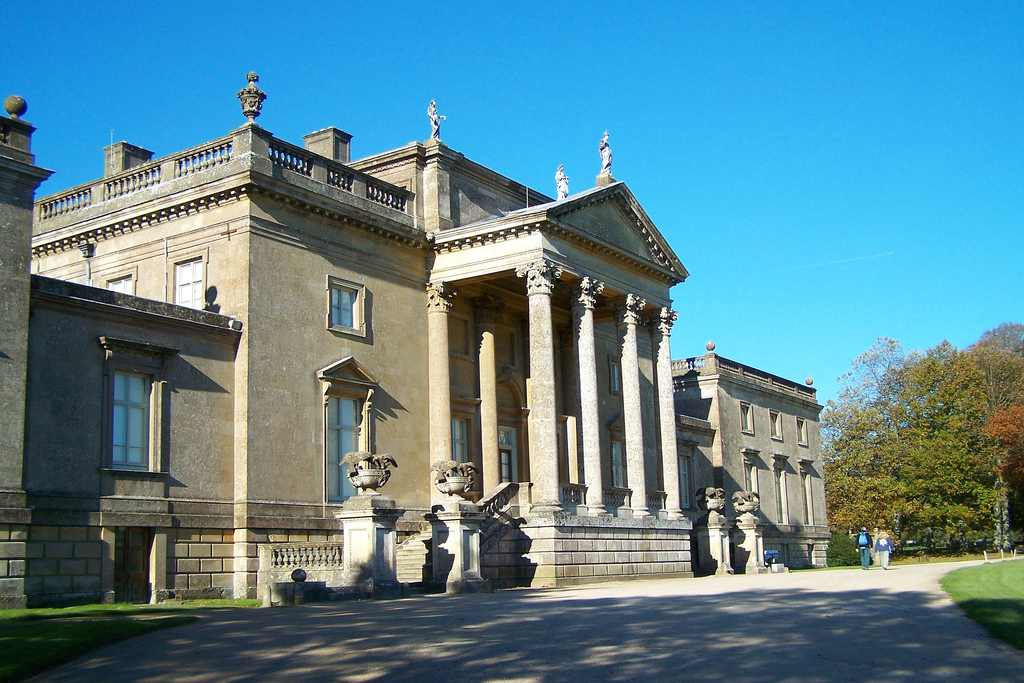
スタウアヘッド 1840年にキャンベル設計のものが追加されたウィングとポルティコ
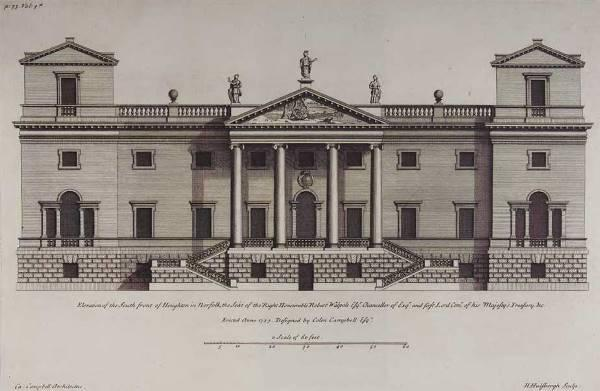
ホートンホール Vitruvius Britannicus vol. 3, 1725
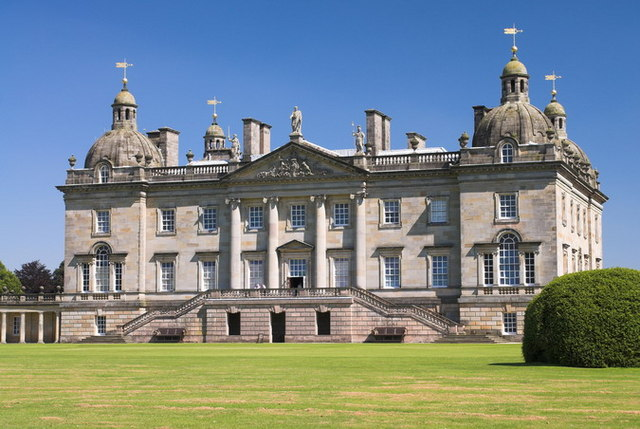
ホートンホール
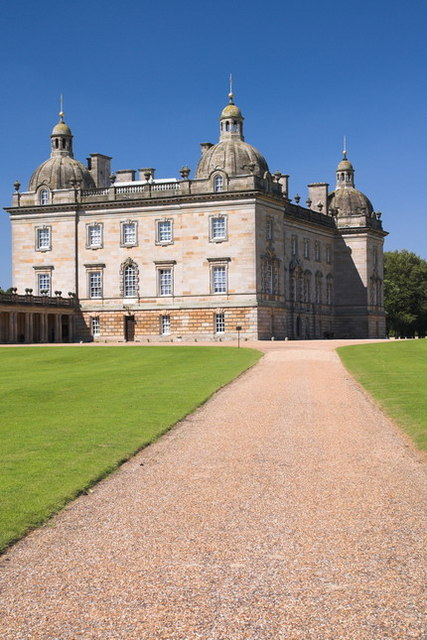
ホートンホール
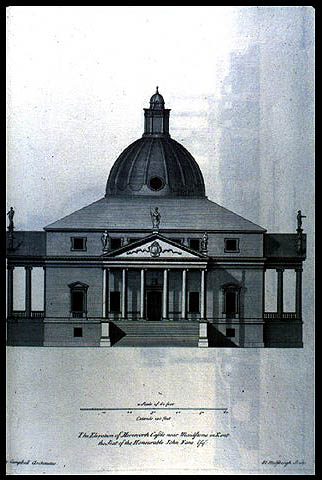
メレワース城 Vitruvius Britannicus vol 2, 1720
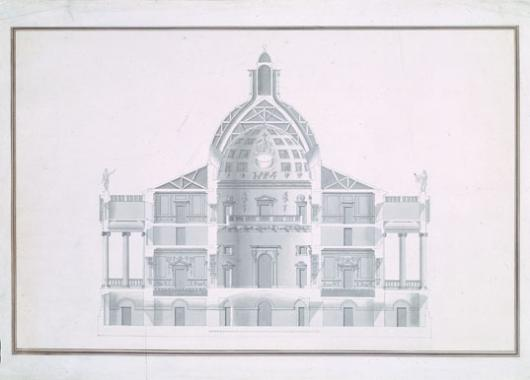
メレワース城 Vitruvius Britannicus vol 2, 1720
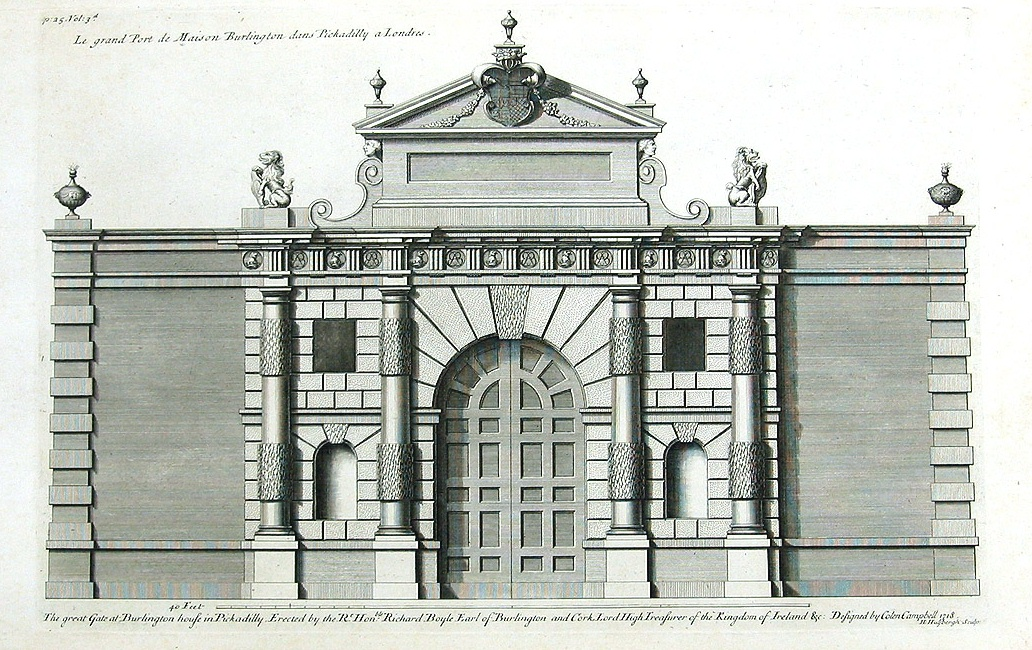
バーリントンハウス正門 Vitruvius Britannicus vol 2, 1720 (現在は消失している。)
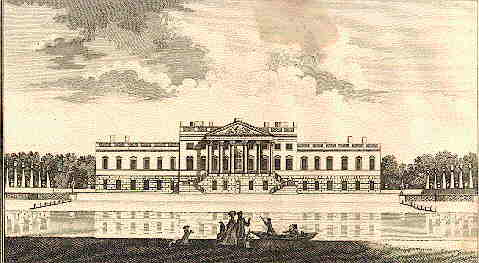
ワンステッドハウス
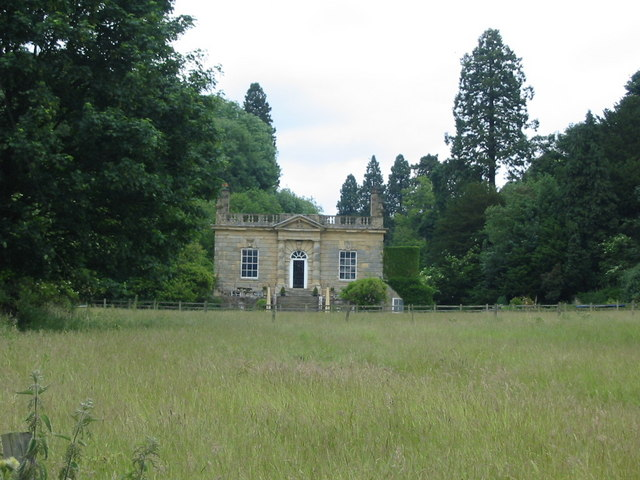
エバーストーンホール
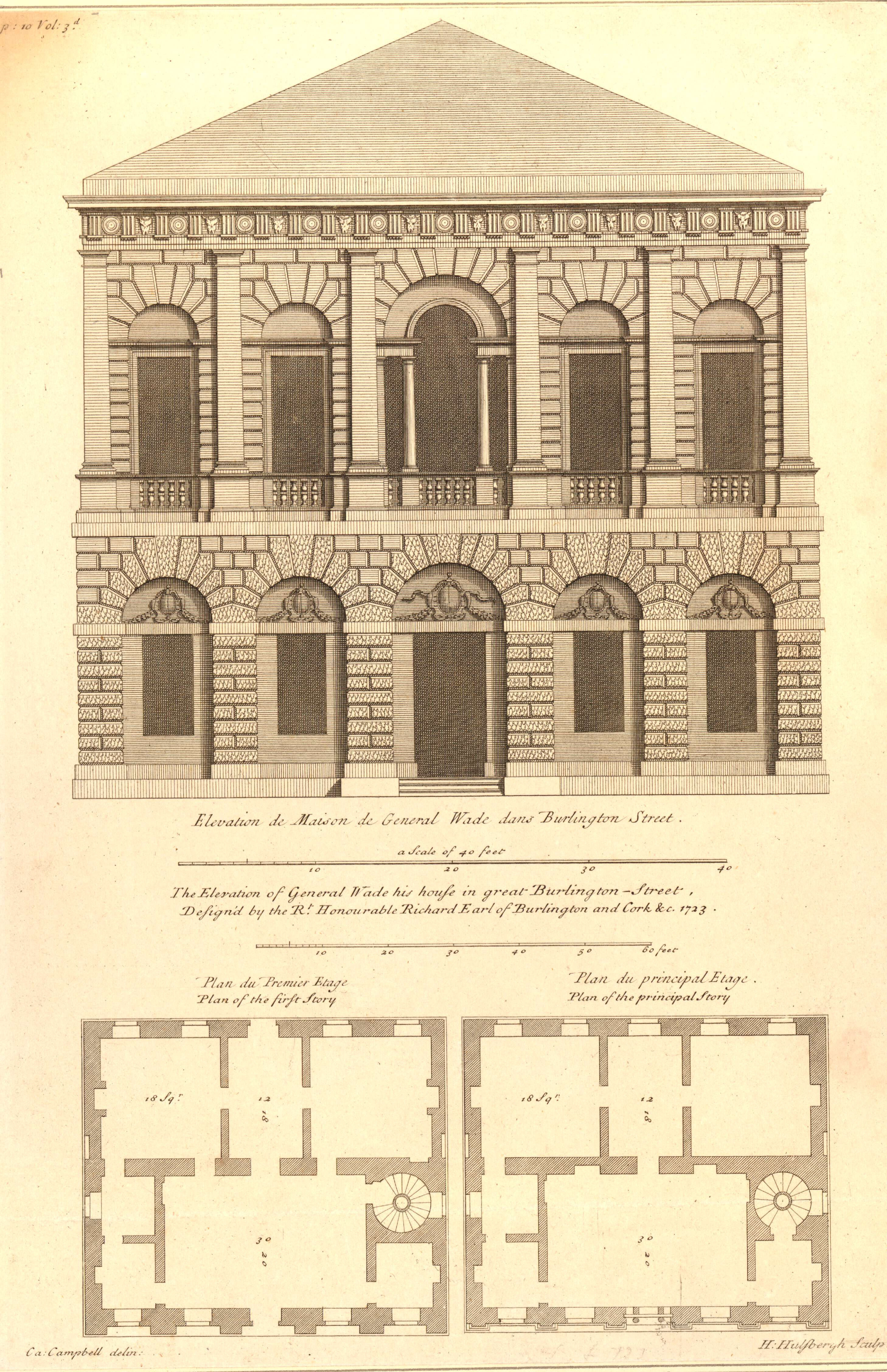
グレート・バーリントン通りにあるキャンベル宅の立面図 Vitruvius Britannicus vol. 3, 1723